# Abdallah Baali
 (novembre 2023).
Si vous disposez d'ouvrages ou d'articles de référence ou si vous connaissez des sites web de qualité traitant du thème abordé ici, merci de compléter l'article en donnant les références utiles à sa vérifiabilité et en les liant à la section « Notes et références ».
Abdallah Baali (né le 19 octobre 1954 à Guelma) est un diplomate de carrière algérien.

## Formation
Après avoir obtenu son diplôme de l’École nationale d’administration (ENA, section diplomatique) en 1977, il rejoint le ministère des Affaires étrangères.

## Carrière diplomatique
De 1982 à 1989, il est conseiller près la Mission permanente de l’Algérie aux Nations unies. Il obtient un diplôme en politique américaine contemporaine à l’université de New York (NYU), et des diplômes d’anglais et d’espagnol à l’école des langues des Nations unies. Il est ensuite conseiller du ministre des Affaires étrangères, puis porte-parole du Ministère des Affaires étrangères de 1990 à 1992.
Il est ambassadeur d’Algérie en Indonésie, en Australie, en Nouvelle-Zélande, et au Brunei de 1992 à 1996.
Il est ambassadeur Représentant Permanent de l’Algérie à l’Organisation des Nations unies de 1996 à 2005. Pendant cette période, il préside de nombreux organes des Nations unies. Il est vice-président de l’Assemblée Générale en 1999-2000 et 2004-2005, et président du Conseil de Sécurité en décembre 2004.
En 2000, il est président de la Sixième Conférence d’examen du Traité de Non-Prolifération nucléaire (TNP) à New York.
Il dirige des délégations algériennes à diverses conférences internationales, en particulier au Sommet de l’organisation de la Coopération Islamique (OCI) tenu en 1997 à Téhéran, ainsi qu’à différentes réunions et conférences sur le désarmement et sur le traité de non-prolifération.
Il est ambassadeur conseiller et envoyé spécial du Président de la République de 2006 à 2008 auprès de chefs d’état africains.
En août 2008, il est nommé ambassadeur d’Algérie aux États-Unis. Il est rappelé en Algérie en 2015.
Abdallah Baali est de  nouveau ambassadeur conseiller jusqu’à mars 2021.
Il dirige de 1990 à 1992 la Revue Algérienne des Relations Internationales (RARI). Il publie divers articles relatifs à la Constitution algérienne de 1996, au désarmement nucléaire et à la Conférence d'examen du TNP de 2000. Il a été conférencier dans plusieurs universités américaines (Fordham University, Yale, Harvard, Georgetown, et Princeton) ainsi qu’au Council on Foreign Relations à New York, au Centre d’études diplomatiques et stratégiques à Paris, à l’Institut d’études politiques et à l’ENA d’Alger.

## Vie privée
Il est marié et a deux enfants.